# Bulbophyllum ledungense
Bulbophyllum ledungense är en orkidéart som beskrevs av Tang och Fa Tsuan Wang. Bulbophyllum ledungense ingår i släktet Bulbophyllum och familjen orkidéer. Inga underarter finns listade i Catalogue of Life.